# Moneda de 500 pesos colombianos
Las Monedas de 500 pesos colombianos fueron las primeras monedas bimetálicas acuñadas en Colombia, empezaron su acuñación en 1993 en la Fábrica de Moneda en Ibagué, actualmente existen 2 versiones de la moneda. La Antigua con diseño de 1993 y la Nueva con diseño de 2012.
Las monedas de $500 pesos colombianos con el diseño de 1993 continúa siendo de curso legal, pero se encuentra siendo progresivamente sustituidas por una moneda con el mismo valor con diseño de 2012.

## Ediciones

### Primera edición
Fueron las primeras monedas bimetálicas acuñadas en Colombia, empezaron su acuñación en 1993 hasta 2012 cuando se empezó a acuñar la nueva versión.
En el reverso de la moneda se encuentra un emblemático samán, en el parque “José Manuel Saavedra Galindo” de la ciudad de Guacarí, Valle del Cauca, con el fin de enaltecer los esfuerzos de los guacariceños para preservar el árbol, que murió en 1989 afectado por una extraña enfermedad conocida como novia del arroz o palomilla. El grabado fue obra del artista caldense David Manzur.

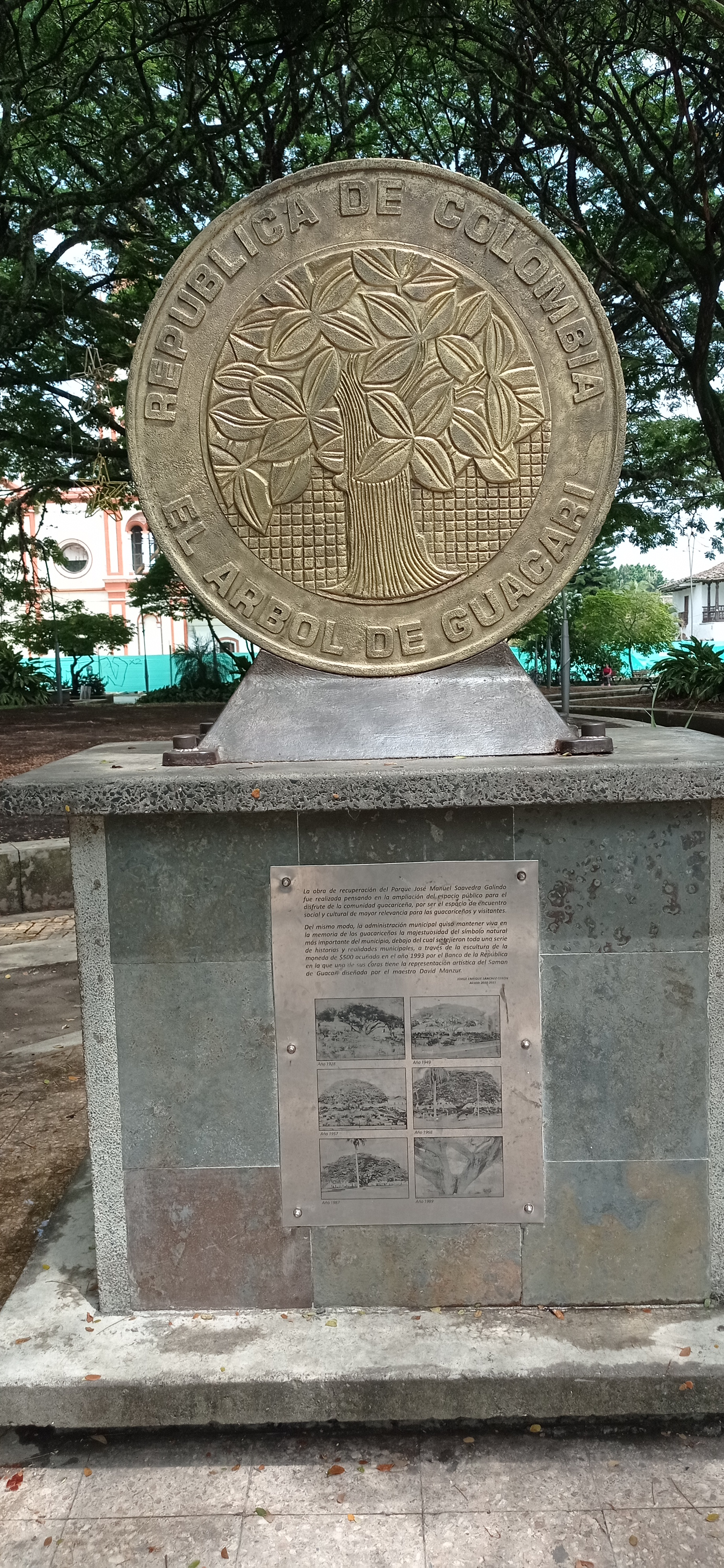
Monumento a la moneda de 500 pesos en Guacarí.

| Moneda colombiana de 500 pesos (Antigua) |                 |                 |                 |                 |                 |                                                                     |                    | |                          |
| Valor                                    | Características | Características | Características | Características | Características | Composición                                                         | Descripción        | Descripción | Descripción              |
| Valor                                    | Anverso         | Reverso         | Diámetro        | Espesor         | Peso            | Composición                                                         | Años de producción | Anverso | Reverso                  |
| $500                                     |                 |                 | 23.5 mm         | 2 mm            | 7.4 g           | Corona: 65 % Cu, 20 % Zn, 15 % Ni. Núcleo: 92 % Cu, 6 % Al, 2 % Ni. | 1993-2012          | El árbol (samán) de Guacarí, en reconocimiento de los esfuerzos de la gente del municipio de Guacarí, Valle del Cauca, para preservar el medio ambiente y proteger la ecología. | Valor y año de acuñación |

| Año  | Tirada      | Ceca   |
| ---- | ----------- | ------ |
| 1993 | 15.642.000  | Ibagué |
| 1994 | 90.000.000  | Ibagué |
| 1995 | 90.000.000  | Ibagué |
| 1996 | 55.000.000  | Ibagué |
| 1997 | 50.000.000  | Ibagué |
| 2002 | 38.800.000  | Ibagué |
| 2003 | 26.410.000  | Ibagué |
| 2004 | 90.454.000  | Ibagué |
| 2005 | 97.664.000  | Ibagué |
| 2006 | 70.700.000  | Ibagué |
| 2007 | 109.624.000 | Ibagué |
| 2008 | 132.400.000 | Ibagué |
| 2009 | 39.700.000  | Ibagué |
| 2010 | 35.800.000  | Ibagué |
| 2011 | 76.200.000  | Ibagué |
| 2012 | 40.000.000  | Ibagué |

### Segunda edición
El Banco de la República puso en circulación el segundo semestre de 2012. El diseño de la moneda, a cargo de la artista colombiana Johana Calle, incluye, además, el nombre común y científico de esta especie y unas líneas onduladas finas, que simulan agua en movimiento y que atraviesan en el costado inferior derecho parte de la corona y parte del núcleo de la especie monetaria.
| Moneda colombiana de 500 pesos (Nueva) |                 |                 |                 |                 |                 |                                                  |                                                             |                                                                               |
| Valor                                  | Características | Características | Características | Características | Características | Características                                  | Descripción                                                 | Descripción                                                                   |
| Valor                                  | Anverso         | Reverso         | Diámetro        | Espesor         | Peso            | Composición                                      | Anverso                                                     | Reverso                                                                       |
| $500                                   |                 |                 | 23.7 mm         | 2.1 mm          | 7.14 g          | Corona: Alpaca. Núcleo: 92 % Cu, 6 % Al, 2 % Ni. | La rana de cristal, su nombre común y su nombre científico. | Valor, bordeado con las palabras República de Colombia y el año de acuñación. |

| Año  | Tirada      | Ceca   |
| ---- | ----------- | ------ |
| 2012 | 22.738.000  | Ibagué |
| 2014 | 30.960.000  | Ibagué |
| 2015 | 184.640.000 | Ibagué |
| 2016 | 330.600.000 | Ibagué |
| 2017 | 159.000.000 | Ibagué |
| 2018 | 111.400.000 | Ibagué |
| 2019 | 128.800.000 | Ibagué |
| 2020 | 125.100.000 | Ibagué |
| 2021 | 66.200.000  | Ibagué |